# Сакадзумэ, Рёсукэ
Рёсукэ Сакадзумэ (яп. 坂爪•亮介 англ. Ryosuke Sakazume, родился 21 марта 1990 года, Ота, префектура Гумма)) — японский конькобежец, специализирующийся в шорт-треке. Участвовал в зимних Олимпийских играх 2014 и  играх 2018 года, бронзовый призёр чемпионата мира 2018 года в эстафете. Окончил Японский университет спортивной науки на кафедре физического воспитания в 2012 году.

## Спортивная карьера
Рёсукэ Сакадзумэ родился в префектуре Гумма, но жил в Мичигане, США, в возрасте от 2 до 6 лет из-за работы его родителей. Он катался там на коньках, поэтому решил продолжить после того, как вернулся в Японию. Он также играл в футбол, когда учился во 2-м и 3-м классах начальной школы, и начал заниматься шорт-треком в 10 лет, когда учился в 3-м классе начальной школы. В младших классах средней школы одновременно играл в настольный теннис и катался на коньках. После окончания Технической школы Ота поступил в Японский университет спортивной науки в 2007 году.
С 2008 года Рёсукэ входил в состав национальной сборной и участвовал на Кубке мира в Нагано, где поднялся на 13-е место в беге на 1500 метров. В январе 2009 года на юниорском чемпионате мира 2009 года в Шербруке, занял 13-е место в многоборье. На Всеяпонском чемпионате по шорт-треку 2010 года он финишировал вторым в общем зачете, а на Кубке мира в Чанчуне в декабре занял 3-е место на дистанции 500 метров. 
В феврале 2011 года на зимних Азиатских играх в Астане он выиграл бронзовую медаль на 500 м и серебряную медаль в эстафете, а в марте на командном чемпионате мира в Варшаве поднялся на 4-е место в составе мужской команды. После окончания университета он присоединился к компании Takasho Co., Ltd. На чемпионате Японии 2012 года он победил в беге на 1000 метров, кроме того, он одержал первую общую победу на Всеяпонском чемпионате.
На Кубке мира в Сочи в феврале 2013 года Рёсукэ занял 4-е место в беге на 1500 м, в марте на чемпионате мира в Будапеште занял 4-е место на дистанции 1500 метров, а в беге на 500 метров сломал голень, упав в полуфинале, но поднялся на 9-е место в общем зачёте. После травмы в сентябре занял 8-е место на Кубке мира в Шанхае в беге на 1500 м. Он был исключен из квалификации из-за травмы за 6 месяцев до Олимпиады, но всё же поехал в Россию.
На зимних Олимпийских играх 2014 года в Сочи Рёсукэ Сакадзумэ занял 22-е место в беге на 1000 метров и 24-е место на 1500 метров. В сезоне 2014/15 на Кубке мира несколько раз поднимался на 11-е место на всех дистанциях. На 38-м Всеяпонском чемпионате по шорт-треку занял 1-е место на дистанциях 500 и 1000 метров и стал по сумме многоборья 2-м. В начале 2016 года выиграл 500 метров на 71-м ежегодном Фестивале зимних видов спорта.
На чемпионате мира 2016 года в Сеуле он занял только 34-е место в личном многоборье. В декабре на 39-м Всеяпонском чемпионате по шорт-треку занял 3-е место на дистанции 500 и 1-е место на 1500 метров и стал по сумме многоборья 3-м. В феврале 2017 года на зимних Азиатских играх в Саппоро завоевал бронзовую медаль в эстафете, следом на чемпионате мира в Роттердаме стал 20-м в общем зачёте. 
В сезоне 2017/18 осенью на Кубке мира в Будапеште он занял 3-е место в эстафете, а в декабре в финале на 500 м Всеяпонского чемпионата, который также являлся отбором в национальную сборную на Олимпиаду 2018 года финишировал 3-м и стал 5-м в общем зачёте. 
В феврале 2018 года на зимних Олимпийских играх в Пхенчхане он занял 8-е место в беге на 500 метров, 5-е на 1000 метров и 7-е место в эстафете. 
В марте на чемпионате мира в Монреале выиграл бронзу в эстафете, финишировал 8-м на дистанциях 500 и 1000 метров и занял 12-е место в личном многоборье. В мае 2018 года он объявил об уходе из спорта и вскоре устроился на работу помощником тренера конькобежного клуба "Toyota Motor Corporation".